# Округ Виласи (Тексас)
Округ Виласи (енгл. Willacy County) је округ у америчкој савезној држави Тексас. По попису из 2010. године број становника је 22.134.

## Демографија
Према попису становништва из 2010. у округу је живело 22.134 становника, што је 2.052 (10,2%) становника више него 2000. године.
| Група             | 2000.          | 2010.          |
| Белци             | 2.350 (11,7%)  | 2.235 (10,1%)  |
| Афроамериканци    | 439 (2,2%)     | 473 (2,1%)     |
| Азијати           | 22 (0,1%)      | 140 (0,6%)     |
| Хиспаноамериканци | 17.209 (85,7%) | 19.297 (87,2%) |
| Укупно            | 20.082         | 22.134         |